# Stolzia jianfengensis
Stolzia jianfengensis är en insektsart som beskrevs av Zheng, Z. och S. Ma 1989. Stolzia jianfengensis ingår i släktet Stolzia och familjen gräshoppor. Inga underarter finns listade i Catalogue of Life.